# Ron Flowers
Ronald "Ron" Flowers (Edlington, 28 de julho de 1934 — 12 de novembro de 2021) foi um futebolista britânico, mais conhecido por seu tempo no clube Wolverhampton Wanderers. Foi membro da vitoriosa campanha da Inglaterra na Copa do Mundo de 1966. É o irmão mais velho de John Flores.

## Carreira
Filho de um mineirador de carvão e sobrinho de George Flowers, jogador de futebol do Doncaster Rovers, Flowers atuou no meio-campo, fez parte de três equipes vencedoras do Campeonato Inglês pelo Wolverhampton (1953-54, 1957-58 e 1958-59) e ganhou a FA Cup (Copa da Inglaterra) em 1960. Disputou 512 jogos para o Wolverhampton, marcando 37 gols, em uma carreira de quinze anos.
Por recomendação de Mark Crook, Flowers juntou ao Wolverhampton em agosto de 1951, estreando em 20 de setembro de  1952, contra o Blackpool, de Stanley Matthews. Em setembro de 1967 Flowers passou a jogar pelo Northampton Town. Após a aposentadoria abriu uma loja de material esportivo em Wolverhampton, a Ron Flowers Sports, atualmente administrada por seus filhos.

## Vida pessoal
Seu irmão mais novo, John Flowers, e seu tio, George Flowers, ambos jogaram mais de cem jogos profissionalmente pelo Doncaster Rovers. Em março de 2017, o neto de Flowers, Harry, assinou um contrato com o Burnley, time da Premier League, até junho de 2018.  Sua cunhada é a ex-campeã mundial de dardos Maureen Flowers, esposa de seu irmão John.
Flowers foi agraciado com a Ordem do Império Britânico (MBE) nas homenagens de Ano Novo de 2021 por seus serviços prestados ao futebol.

### Morte
Flowers morreu em 12 de novembro de 2021, aos 87 anos de idade.

## Títulos

### Clube
Wolverhampton Wanderers
- Primeira Divisão: 1953–54, 1957–58, 1958–59
- FA Cup: 1959-60

### Seleção
Inglaterra
- Copa do Mundo FIFA: 1966